# Plutos mystiska paket
Plutos mystiska paket (även Pluto blir överraskad) (engelska: Pluto's Surprise Package) är en amerikansk animerad kortfilm med Pluto från 1949.

## Handling
Pluto ska hämta posten, vilket blir svårare än vad han trodde när det växer ut ben på ett av paketen. Inte nog med att han måste se till att alla brev inte blåser iväg, han måste även se till så att en liten sköldpadda inte råkar illa ut.

## Om filmen
Filmen hade svensk premiär den 8 januari 1951.

## Rollista
- Pinto Colvig – Pluto[6]